# Ben & Tan

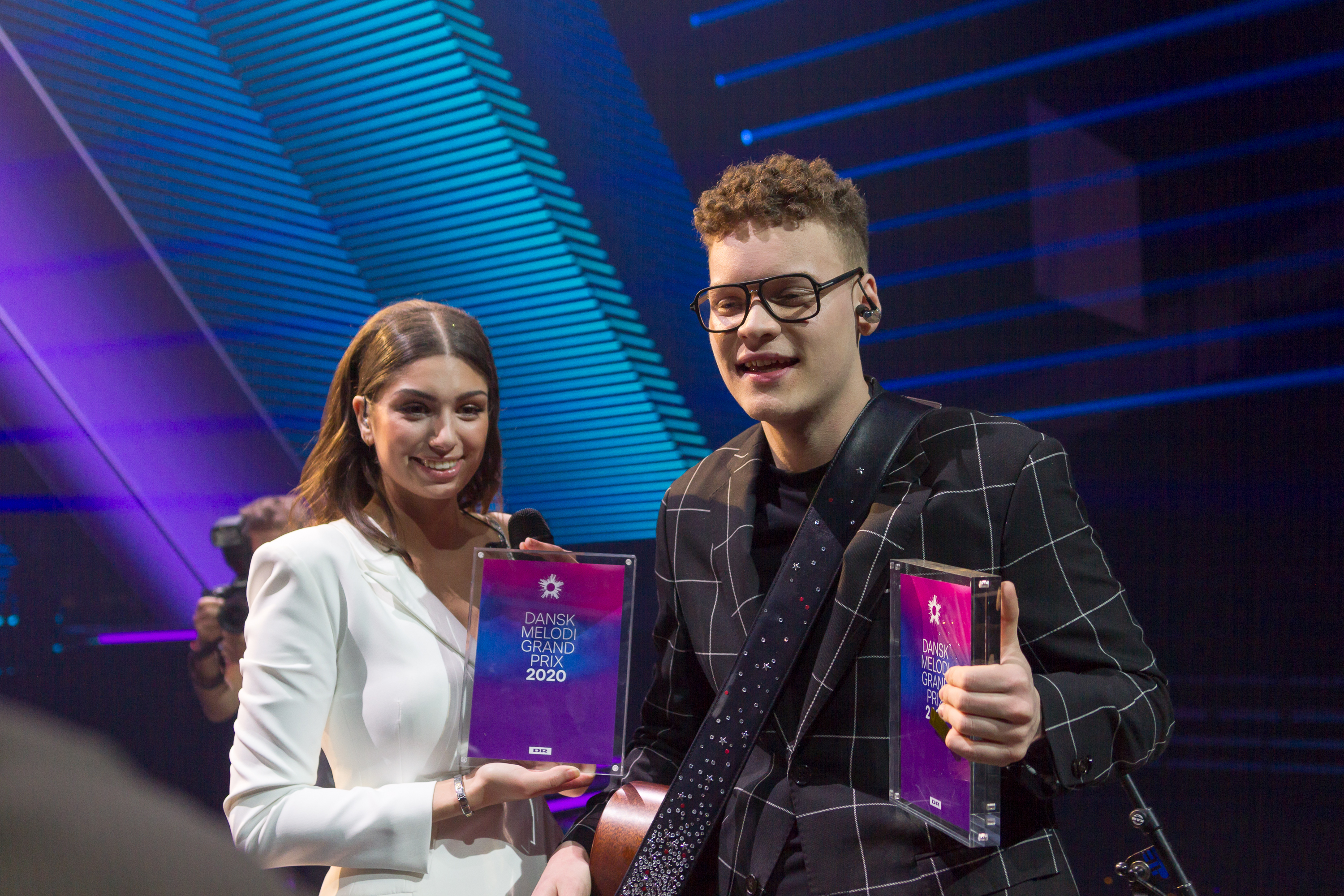
Ben & Tan nach ihrem Sieg beim Dansk Melodi Grand Prix 2020

Ben & Tan sind ein dänisches Gesangsduo, das aus Benjamin Rosenbohm und Tanne Balcells besteht. Sie sollten Dänemark beim Eurovision Song Contest 2020 in Rotterdam mit ihrem Lied YES vertreten. Der Wettbewerb musste aber am 18. März 2020 aufgrund der COVID-19-Pandemie abgesagt werden.

## Karriere
Ben (Benjamin Rosenbohm, aus Hellerup) und Tan (Tanne Amanda Balcells, aus Frederiksberg) trafen sich 2019 bei der dänischen Version von X Factor. Dort erreichte Benjamin den zweiten Platz hinter dem Gewinner Kristian Kjærlund.
Ben & Tan nahmen 2020 beim dänischen Vorentscheid für den Eurovision Song Contest 2020, Dansk Melodi Grand Prix 2020, mit ihrem Lied YES teil. Im Finale am 7. März setzten sie sich gegen neun weitere Teilnehmer durch und sollten nunmehr Dänemark beim Eurovision Song Contest 2020 in Rotterdam vertreten. Dort sollten sie im zweiten Halbfinale am 14. Mai antreten. Der Wettbewerb musste aber abgesagt werden.

## Diskografie
Singles
- 2020: YES
- 2020: Summer Nights
- 2020: Hallelujah (Christmas on My Lips)
- 2021: Iron Heart